# Bugs Bunnys wilde, verwegene Jagd
Bugs Bunnys wilde, verwegene Jagd (Originaltitel: The Bugs Bunny/Road-Runner Movie, Alternativtitel: Bugs Bunny in Wilde, verwegene Jagd) ist ein US-amerikanischer Kompilations-Zeichentrickfilm von Chuck Jones aus dem Jahr 1979. Er besteht zu großen Teilen aus alten Cartoons der Looney-Tunes- und Merrie-Melodies-Reihen von Warner Bros. Verbunden werden diese durch, für den Film neu produzierte, Brückensequenzen mit Bugs Bunny, der die vergangenen Erlebnisse kommentiert.

## Inhalt
In der Einleitung berichtet der in einen Bademantel gehüllte und Karotte haltende Bugs Bunny auf seinem Luxusanwesen über die Bösewichte, mit denen er zu tun hatte, über die historische Geschichte der Verfolgungsjagd und der Comedy und über seine Väter, die Schöpfer von Bugs Bunny. Danach werden alte Cartoons mit Bugs Bunny, Marvin der Marsmensch, Daffy Duck, Schweinchen Dick, Elmer Fudd und Pepé le Pew gezeigt, die durch kurze Zwischensequenzen verbunden sind, in denen Bugs Bunny einen Kommentar spricht. Die letzten 19 Minuten des Films zeigen einen Zusammenschnitt aus alten Cartoons mit Road Runner und Wile E. Coyote.

### Enthaltene Cartoons
- Waidmanns Heil (Rabbit Seasoning, nur ein kurzer Ausschnitt am Anfang des Films)
- Sternenflug (Hare-Way to the Stars)
- Astro-Daffy (Duck Dodgers in the 24½th Century)
- Robin Hood Daffy (gekürzt)
- Entnervte Ente (Duck Amuck)
- Olé, Torero! (Bully for Bugs)
- Ali Baba Bunny
- Die Jagdsaison ist eröffnet (Rabbit Fire)
- Dicke Luft (For Scent-imental Reasons, gekürzt)
- Mein lieber Herr Gesangsverein (Long-Haired Hare, gekürzt)
- Der Ring der Niegelungen (What’s Opera, Doc?)
- Operation: Rabbit (gekürzt)

In den letzten 19 Minuten des Films wird ein Szenen-Zusammenschnitt aus verschiedenen Cartoons mit Road Runner und Wile E. Coyote gezeigt.
- Hip Hip-Hurry! (Die Bezeichnungen von Road Runner als Digoutius-unbelieveablii und Wile E. Coyote als Eatius-slobbius sowie die Steinwippen-Szene)
- Völlig durchgedreht (Zoom and Bored, ab der Wolken-Szene bis zu der Presslufthammer-Szene)
- Einfälle und Reinfälle (To Beep or Not to Beep, die Lasso-Szene und die Katapult-Szenen)
- Zischen und Schnauben (Zip ’N Snort, die Pfeil-und-Bogen-Szene und die Kanonen-Szene)
- Pfeilschnell und explosiv (Guided Muscle, die Pfeil-und-Bogen-Szene und die Schleuder-Szene)
- Heisse Sohle auf dem Highway (Stop! Look! And Hasten!, die Strassenwall-Szenen, die Szene mit dem „ACME Bird Seed“ auf der Brücke und die Szene mit den „ACME Leg Muscle Vitamins“)
- Wild About Hurry (Die Szene mit dem „ACME Giant Rubber Band“)
- Kein Mittagessen für Kojote (Going! Going! Gosh!, die Schleuder-Szene und die Szene in der sich Wile E. Coyote als Frau verkleidet)
- Vogelfang nach Kojotenart (Zipping Along, die Szenen mit dem „Human Cannon Ball“ und der Abrissbirne)
- Plattgemacht und durchgeschleudert (Whoa, Be-Gone!, die Holzwippen-Szene, die Trampolin-Szene und die Roll-Helm-Szene)
- Von der Rolle (Hot-Rod and Reel!, die Trampolin-Szene)
- Steinschlag und Dynamit (There They Go-Go-Go!, die Steinlawinen-Szene)
- Rollschuhsegler und Dampfwalzen (Scrambled Aches, die Schraubenfeder-Szene)
- Schnell und stürmisch (Fast and Furry-ous, die Szene mit dem „ACME Super Outfit“)
- Mensch Meier! (Gee Whiz-z-z-z-z-z-z, die Szene mit dem „ACME Bat-Man’s Outfit“)
- Hopalong Casualty (Die Szene mit den „ACME Earthquake Pills“)
- Allzeit Beep-Beep (Beep Prepared, die Szene mit dem „ACME Little Giant Do-It-Yourself Rocket-Sled Kit“)

## Hintergrund und Synchronisation
Bugs Bunnys wilde, verwegene Jagd kam am 28. September 1979 in die US-amerikanischen Kinos. In der Einleitung hat Yosemite Sam einen Kurzauftritt in einem Bild. Die Szene über die historische Geschichte der Verfolgungsjagd und der Comedy enthält Realszenen aus alten Filmen, in denen unter anderem auch ein Ausschnitt aus Buster und die Polizei zu sehen ist. Sämtliche gezeigten Cartoons entstanden unter der Regie von Chuck Jones. Fast alle Stimmen in der englischsprachigen Originalversion wurden von Mel Blanc gesprochen. Dessen Gesang in Mein lieber Herr Gesangsverein ist auch in den beiden deutschsprachigen Versionen des Films enthalten. In dem Cartoon Der Ring der Niegelungen ist in den Gesangsszenen der Originalversion und der alten deutschen Version neben Blanc auch Arthur Q. Bryan zu hören, der die Stimme von Elmer Fudd in den gezeigten alten Cartoons sprach.
Im deutschsprachigen Raum kam Bugs Bunnys wilde, verwegene Jagd am 11. Juli 1980 in die Kinos. Warner Bros. nahm insgesamt vier deutschsprachige Heimkino-Veröffentlichungen vor. Die Kinoversion erschien 1981 als VHS in Videotheken, die erste reguläre Kaufvideokassette folgte 1988 und eine Wiederveröffentlichung 1994. Als Sprecher in diesen Versionen fungierten Gerd Vespermann für Bugs Bunny, Eberhard Storeck für Marvin der Marsmensch, Erich Ebert für Daffy Duck, Michael Habeck für Schweinchen Dick, Kurt Zips für Elmer Fudd und Wolfgang Hess für Pepé le Pew. Eine vierte, neusynchronisierte Version des Films erschien 1999 unter dem Titel Bugs Bunny in Wilde, verwegene Jagd. In ihr sind Sven Plate für Bugs Bunny, Klaus-Dieter Klebsch für Marvin der Marsmensch, Gerald Schaale für Daffy Duck, Michael Walke für Schweinchen Dick, Hans-Jürgen Wolf für Elmer Fudd und Stefan Staudinger für Wile E. Coyote zu hören.
Der Film ist Chuck Jones’ erster Frau Dorothy Webster gewidmet, die starb, bevor er veröffentlicht wurde.
| Rolle                 | Originalsprecher | Deutscher Sprecher (alte Version) | Deutscher Sprecher (Neusynchronisation) |
| --------------------- | ---------------- | --------------------------------- | --------------------------------------- |
| Bugs Bunny            | Mel Blanc        | Gerd Vespermann                   | Sven Plate                              |
| Daffy Duck            | Mel Blanc        | Erich Ebert                       | Gerald Schaale                          |
| Schweinchen Dick      | Mel Blanc        | Michael Habeck                    | Michael Walke                           |
| Pepé le Pew           | Mel Blanc        | Wolfgang Hess                     |                                         |
| Wile E. Coyote        | Mel Blanc        | Eberhard Mondry                   | Stefan Staudinger                       |
| Hassan                | Mel Blanc        |                                   |                                         |
| Marvin der Marsmensch | Mel Blanc        | Eberhard Storeck                  | Klaus-Dieter Klebsch                    |
| Dr. I.Q. High         | Mel Blanc        | Eberhard Storeck                  |                                         |
| Parfümist             | Mel Blanc        | Eberhard Storeck                  | Georg Tryphon                           |
| Elmer Fudd            | Arthur Q. Bryan  | Kurt Zips                         | Hans-Jürgen Wolf                        |
| Lampengeist           |                  | Michael Rüth                      |                                         |
| Elefant               |                  |                                   | Sven Plate                              |
| Erzähler              |                  |                                   | Norbert Langer                          |

## Rezeption
Für den Filmdienst war Bugs Bunnys wilde, verwegene Jagd ein Film, „der im ersten Teil mit einigen lustigen Einfällen aufwartet, gegen Schluß jedoch die Szenen der Zerstörung und Grausamkeit endlos auswalzt. Kinder hätten bessere Programme verdient.“
Bugs Bunnys wilde, verwegene Jagd und Chuck Jones bekamen 1979 auf dem Chicago International Film Festival eine Nominierung für den Gold Hugo, den Hauptpreis des Filmfestivals.